# シンホー県
シンホー県（シンホーけん、ベトナム語：Huyện Sìn Hồ / 縣生胡?）は、ベトナムライチャウ省の県である。面積は1,530.06 km2、人口は81,360人（2018年）である。

## 行政区画
以下の1市鎮21社から構成される。
- シンホー市鎮（Sìn Hồ / 生胡）
- カンコー社（Căn Co）
- チャンヌア社（Chăn Nưa）
- ホントゥー社（Hồng Thu）
- ランモー社（Làng Mô）
- ルンタン社（Lùng Thàng）
- マクアイ社（Ma Quai）
- ナムチャー社（Nậm Cha）
- ナムクオイ社（Nậm Cuổi）
- ナムハン社（Nậm Hăn）
- ナムマー社（Nậm Mạ）
- ナムタム社（Nậm Tăm）
- ヌーンヘオ社（Noong Hẻo / 農好）
- パコア社（Pa Khóa）
- パタン社（Pa Tần）
- ファンソーリン社（Phăng Sô Lin）
- フィンホ社（Phìn Hồ）
- プーサムカップ社（Pu Sam Cáp）
- サデフィン社（Sà Dề Phìn）
- タガオ社（Tả Ngảo / 大敖）
- タフィン社（Tả Phìn）
- トゥアシンチャイ社（Tủa Sín Chải）